# O Clone
O Clone és una telenovela brasilera creada per Glória Pérez i dirigida per Jayme Monjardim. Produït i emès per Rede Globo, es va emetre de l'1 d'octubre de 2001 al 15 de juny de 2002, amb 221 episodis. També va ser un èxit internacional, ja que es va vendre a més de 90 països.
És protagonitzada per Giovanna Antonelli, Murilo Benício, Adriana Lessa, Juca de Oliveira, Eliane Giardini, Stênio Garcia, Letícia Sabatella, Antônio Calloni, Débora Falabella, Marcello Novaes, Dalton Vigh, Daniela Escobar, Reginaldo Faria i Vera Fischer.